# Лудвинци
Лудвинци су насељено место у општини Трпиња, Република Хрватска.

## Историја
Насеље је раније било у саставу некадашње општине Вуковар.

## Становништво
Насеље је према попису становништва из 2011. године имало 109 становника.
| Националност       | 1991. |
| Срби               | 123   |
| Југословени        | 21    |
| Хрвати             | 13    |
| остали и непознато |       |
| Укупно             | 157   |

| Демографија | Демографија | Демографија |
| Година      | Становника  | Становника  |
| ----------- | ----------- | ----------- |
| 1991.       | 157         |             |
| 2001.       | 133         |             |
| 2011.       |             | 109         |